# Papež Bonifacij IV.
Bonifacij IV., je bil svetnik in rimski papež in  Rimskokatoliške cerkve. * okrog 550 Valeria (=Abruzzo, Italija, Vzhodno Rimsko cesarstvo † 8. maj 615 v svoji hiši-samostanu v Rimu (Italija, Bizantinsko cesarstvo). Pokopan je pod stebriščem bazilike svetega Petra v Rimu.

## Življenjepis
Tudi tokrat je bilo treba čakati skoraj deset mesecev, da je bizantinski samodržec Fokas dovolil izvolitev Bonifacija IV., rimskega arhiprezbiterja, benediktinca in Gregorjevega učenca. Posvetili so ga za škofa šele oktobra 608.
Sinoda pod Bonifacijem III. je glede papeških volitev namreč določila: 
- v času papeževega življenja ne sme biti nikakršnih dogovarjanj o njegovem nasledniku;
- novega papeža je treba voliti tri dni po smrti predhodnika,
- volitve morajo potekati popolnoma svobodno.

### Preureditev Panteona v Marijino cerkev
Panteon so zgradili za vladanja Marka Agripa ), kot spomin na Agripovo zmago pri Akciju  nad Antonijem in Kleopatro. Ta tempelj je pogorel 80 n. št. a 125 ga je popolnoma na novo zgradil cesar Hadrijan. Panteon je bil posvečen vsem poganskim bogovom in od tod ime; grška beseda Πάνθεον  (Pantheon: grško παν - pan= »vse« in θεόs - teós = »bog«)) pomeni namreč Hram posvečen vsem bogovom, a napravljen je po edinstvenem cesarjevem načrtu. Obnovila sta ga zopet cesarja Septimij Sever (193-211) in Karakala (211-17). V prvih dveh stoletjih obstanka so v nišah stali kipi bogov, v središču pa so darovali in sežigali živali, katerih dim se je dvigal skozi edino svetlobno odprtino (oculus).
Ko je 313 cesar Konstantin I. Veliki z Milanskim odlokom dal krščanstvu svobodo, je tempelj nekaj časa sameval; 346 je bilo prepovedano pogansko bogoslužje, 356 pa so zaprli vse poganske templje, a 408 so jim določili nov namen.
Bizantinski cesar Fokas (602-10) je podaril hram papežu Bonifaciju leta 609; le-ta ga je - kot prvega na Zahodu - spremenjen v krščansko cerkev, ki je bila posvečena najprej Devici Mariji in vsem mučencem. Ob posvetitvi so postavili oltar nasproti vhodu s podobo Device z Jezusom nad njim.
Po izročilu je iz opustošenih katakomb dal prepeljati 28 vozov mučeniških ostankov in zato je cerkev dobila ime Sancta Maria ad martyres (Sveta Marija pri mučencih), oziroma zarasdi zunanjega videza S. Maria Rotunda (Okrogla sveta Marija); naziv Cerkev vseh svetnikov je dobila šele pod Gregorjem III. S tem se je v Cerkvi začel uvajati praznik Vseh svetih.
610 je sklical sinodo v Rimu, ki je v navzočnosti londonskega škofa Melita razpravljala o vprašanjih angleške Cerkve in o meništvu na britanskem otočju.

### Smrt
Bonifacij je umrl 8. maja 615.